# Andrea della Valle (Kardinal)

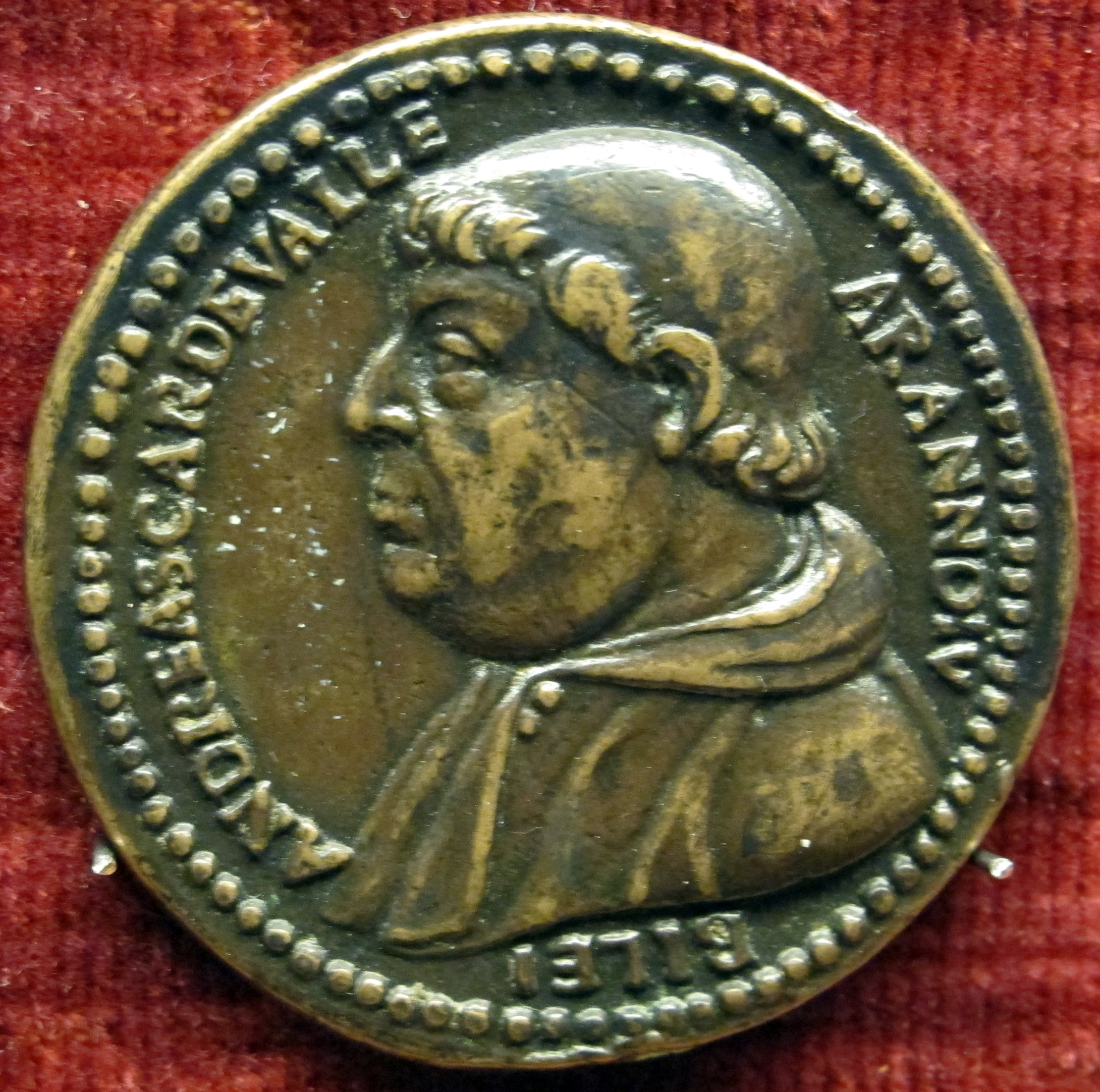
Medaille mit dem Bildnis von Kardinal Andrea della Valle

Andrea della Valle (* 29. November 1463 in Rom; † 3. August 1534 ebenda) war ein italienischer Kardinal der römischen Kirche.

## Leben
Als das zweite von vier Kindern des Filippo Della Valle und dessen Ehefrau Girolama Margani stammte er aus einer bekannten alten Familie von Ärzten und Juristen. Sein Nachname wird auch als de Valle oder als Vallense wiedergegeben.
Er empfing die Weihe zum Subdiakon, war Apostolischer Schreiber und von 1503 bis 1517 Kanoniker der Basilika St. Peter im Vatikan.
Am 2. Dezember 1496 wurde er zum Bischof von Crotone ernannt. Von 1503 bis 1507 war er Regent der Apostolischen Kanzlei. Am 23. Februar 1508 auf den Bischofsstuhl von Mileto versetzt, resignierte er auf diese Diözese am 26. November 1523 zugunsten seines Neffen Quinzio Rustici. Vom 20. März 1520 bis 10. September 1522 administrierte er auch das Bistum Umbriatico. Della Valle nahm als Konzilsvater am Fünften Laterankonzil von 1512 teil und war Apostolischer Sekretär unter dem Pontifikat von Julius II.
Im Konsistorium vom 1. Juli 1517 kreierte Papst Leo X. ihn zum Kardinal und verlieh ihm am 6. Juli desselben Jahres den Kardinalshut und als Kardinalpriester die Titelkirche Sant’Agnese in Agone. Vom 2. März 1524 bis zum 12. Januar 1526 war er Kämmerer des Heiligen Kardinalskollegiums. Seit 1520 Erzpriester der Basilika Santa Maria Maggiore, öffnete und schloss er im Heiligen Jahr 1525 dort die Heilige Pforte. Er nahm am Konklave 1521–1522 teil, das Papst Hadrian VI. wählte. Am 4. September 1522 wurde er erneut Bischof von Crotone und blieb dies bis zum 14. November 1524. Am Konklave 1523, das Clemens VII. zum Papst wählte, nahm er ebenfalls teil. Er wurde Legat in Neapel und 1523 Kardinalprotektor der Minderbrüder. Am 27. März 1525 wechselte er zur Titelkirche Santa Prisca. Er war beteiligt an den Konflikten, die Clemens VII. mit den Colonna austrug, ebenso am Konflikt desselben Papstes mit Kaiser Karl V. Während der Abwesenheit des Papstes 1529 war Andrea della Valle Gouverneur von Rom.
Am 21. April 1533 wurde er von Clemens VII. zum Kardinalbischof von Albano erhoben und wechselte am 12. Dezember desselben Jahres auf den suburbikarischen Bischofssitz von Palestrina.
Um 1517 ließ er als Residenz für sich den Palazzo Della Valle erbauen (heutige Adresse Corso Vittorio Emanuele II 101). Der Name des Palazzo ging in der Folgezeit auf das umliegende Areal über, insbesondere auf die Kirche Sant’Andrea della Valle (erbaut 1591–1599) und das Teatro Valle (erbaut 1726).
Andrea della Valle starb in Rom und wurde in der Familiengruft in der Kirche Santa Maria in Aracoeli beigesetzt.